# Туманян, Георгий Саакович
Георгий Саакович Туманян (16 декабря 1926 — 27 апреля 2012) — советский борец (самбо, вольная борьба), чемпион и призёр чемпионатов СССР по самбо. Заслуженный тренер Армянской ССР по вольной борьбе.
Судья всесоюзной категории по самбо. Судья международной категории по дзюдо. Заслуженный деятель науки Российской Федерации. Заместитель председателя Федерации дзюдо СССР. Заведующий кафедрой борьбы ГЦОЛИФКа. Доктор педагогических наук, профессор, академик международной академии информатизации. Похоронен на Покровском кладбище Наро-Фоминского района (Московская область).

## Спортивные результаты
- Чемпионат СССР по самбо 1949 года — ;
- Чемпионат СССР по самбо 1950 года — ;
- Чемпионат СССР по самбо 1952 года — .